# 힐로 하와이 대학교
힐로 하와이 대학교(University of Hawaiʻi at Hilo, UH Hilo)는 미국 하와이주 힐로에 위치한 공립 대학이다. 10곳의 하와이 대학교 캠퍼스들 가운데 한 곳이다. 1945년에 'Hilo Center at Lyman Hall of the Hilo Boys School'라는 교명으로 설립되었으며 하와이 대학교 마노아의 분기 캠퍼스였다. 1970년에 하와이주 헌법 법안에 의해 재조직되어 새로 만들어진 하와이 대학교 시스템 내의 캠퍼스가 되었다.